# Oxalis imbricata
Oxalis imbricata är en harsyreväxtart som beskrevs av Eckl. & Zeyh.. Oxalis imbricata ingår i släktet oxalisar, och familjen harsyreväxter. Inga underarter finns listade i Catalogue of Life.